# Милутин Барач
Милутин Барач (Пауковец, 14. фебруар 1849. – Свети Иван Зелина, 22. јул 1938) био је хрватски хемичар, зоолог аматер, градитељ и први директор у оно доба највеће рафинерије у Европи.

## Биографија
Отац Милутина Барача, Фрањо, био је државни секретар Краљевског банског стола у Загребу. Породица његове мајке Матилде (рођена Домјанић) имала је у Доњој Зелини властелинско добро. Имао је браћу Владимира и Антуна и сестру Марију. Породица се преселила у Загреб где је Милутин Барач завршио основну школу и гимназију, коју је уписао 1860. године. Године 1867. уписује се у Хемијско-техничку школу у Грацу. Након првог полугодишта, на захтев Владе из Загреба, која му доделила стипендију, одлази у Беч где школовање наставља на Високој техничкој школи. Војни рок служио је од 1869. до 1870. године као добровољац у Бечу. Године 1871. именован је поручником у резерви, а након одслужења војног рока имао је чин поручника. На свој захтев ће 1886. бити ослобођен војних дужности. Дипломирао је 1872. године у Бечу. Године 1874. у Бечу се оженио Лудовиком Романић (кћерка загребачког инжењера Фрање и супруге Марије) са којом је имао три кћерке Љубу, Софију и Олгу. Умро је 22. јула 1938. Сахрањен је на гробљу у Доњој Зелини.

## Каријера
Већ као студент почео је као фабрички хемичар да ради у Бечу у рафинерији Густава Вагенмана, која је била једна од првих рафинерија нафте у Аустрији. Ту је Барач развио методу чишћења минералног воска у церезин и фабрички уређај који је то радио. За ту је иновацију добио новчану награду, а хемијски поступак добијања чистог церезина из земног воска, који је стизао са налазишта у галицијским Карпатима, патентирао је. 20. новембра 1882. пријављује се на такмичење који је расписала једна рафинерија, којим је тражила стручњака који би водио изградњу рафинерије нафте у Ријеци. Барач за такмичење прилаже 14 сведочанстава, а о одлуци да је примљен на расписано радно место усмено га обавештава генерални директор Мађарске опште кредитне банке тада. Иако су га обавезе у Вагенмановој фабрици задржале у Бечу још пола године, послове техничког директора ријечке рафинерије минералних уља у оснивању почео је одмах обављати. О томе сведочи и жива преписка Барача и Вилхема Сингера, ријечког представника Мађарске банке. Барач даје упутства, шаље нацрте, наводи имена значајних добављача хемикалија и цистерни. 20. маја 1883. са својом породицом се сели на Кварнер. Живе у кући изграђеној унутар Рафинерије као што је то Барач и предлагао у својим бечким писмима. Данас се на месту некадашње куће Барачевих налази нафтни спремник број 9.
Већи радови на изградњи Рафинерије започели су у пролеће 1883. године. Дана 14. септембра 1883. званично је отворена ријечка Рафинерија на Млаки. Имала је, за то време, невероватно велики производни капацитет од 60 хиљада тона нафте годишње, те се с њом није могао мерити ниједан погон исте врсте у Европи. То је била рафинерија која је прва у Европи прерађивала нафту на индустријски начин. Рад је започела са око 300 запослених. Могла је прерадити више од свих девет постојећих рафинерија у Аустроугарској монархији заједно. Прва испорука била је 20. септембра исте године – купцима је испоручено пет вагона петролеја (у то време главни нафтни производ). Под Барачевим вођством Рафинерија је одлично пословала, па је Управа Друштва задужила Барача за управљање рафинеријом у Брашову чији је власник постала 1890. и за изградњу рафинерије у Одербергу чија градња почиње 1895. Барач је именован у Управи Друштва на радно место техничког директора свих рафинерија у монархији. И сам се Барач 1896. упушта у тражење нафте код Великог Поганца, али налазећи занемариве количине нафте, одустаје од тог подухвата. Члан је управа више тадашњих фирми.
Након завршетка Првог светског рата, Барач се налази на месту техничког директора пет рафинерија (Ријека, Будимпешта, Румунија, Чешка, Пољска). Новом италијанском влашћу у Ријеци, Барач иако још увек Рафинеријин директор нема никаква овлашћења у Рафинерији па не долази на посао. Такође стиже и налог за Барачево протеривање из Ријеке. У три наврата Барач успева жалбама и интервенцијама да остане у Ријеци. Али одлука од 13. јануара 1922. је неопозива и Барач се прво сели у Загреб, а затим на породично имање у Доњој Зелини. Тамо ће обновити имање, набавити домаће животиње, обогатити виноград новим врстама винове лозе, направити пчелињак, оранице дати сељацима у закуп.

## Остала интересовања и активности

### Сарадник Народног зоолошког музеја
Милутин Барач се аматерски бавио зоологијом. Прикупљао је ретке врсте птица и риба са подручја Кварнера, препарирао их је и слао у Народни зоолошки музеј у Загребу. Послао је 1400 примерака. Примерке животиња је слао и музејима у Москви, Берлину, Бечу и Будимпешти. О уловљеним ретким врстама писао је у стручним журналима. Заједно са Спиридионом Брусином уредио је веома добру локалну орнитолошку збирку тадашње монарије. Био је члан Ријечког ловачког друштва, после и његов извршни директор. Када је надвојвода Франц Фердинанд долазио на Кварнер у лов, и Барач је позван да учествује у лову.

### Барачевка
Барач се бавио пчеларством. Конструисао је посебну кошницу, по њему популарно названу „барачевка“. У кругу Рафинерије пронашао је стару бачву која је била насељена пчелама па се почео занимати за пчеларство чијем ће развоју у крајевима Хрватске тада увелико допринети. Недалеко од Рафинерије, у храстовој шуми, поставио је пчелињак од 50 кошница који је ускоро постао врло цењен па су га посећивали пчелари из свих крајева Хрватске. Његов пчелињак на Понсалу су посетили и учесници Међународног пчеларског конгреса одржаног на Сушаку 1912. Тип кошнице коју је конструисао 1896. показао се веома прикладним за хрватске крајеве тада па је постао и веома раширен тип кошнице у Хрватској. Томе је допринела и Влада у Загребу која је израдила већи број барачевки те их је делила школама и учитељима које је занимало пчеларство. Своју је кошницу и правила руковања њоме, Барач описао у стручној литератури.

### Мецена
Помагао је народним и културним установама. Године 1885. учлањује се у Народну читаоницу у Ријеци. Барач је подржавао и подстицао активности читаонице. На његову иницијативу Народна читаоница је 1890. донела одлуку о помагању изградње Медицинског факултета у Загребу. Те је године изабран и за првог старешину Читаонице. Барач је новчано помагао оснивање многих хрватских установа и друштава поставши тако један од њихових оснивача. Барач је био један од оснивача 43 различите хрватске културне, образовне, струковне и остале установе/друштва.

## Занимљивости из живота

### Сусрети са царем
У време своје посете Ријеци 23. јуна 1891. године погон на Млаки посетио је владар тадашње Аустроугарске монархије Франц Јозеф. Владар се том приликом сусрео са Барачем. Други пут су се сусрели на пријему у Будимпешти 1908. када је Барачу цар лично честитао на именовању за краљевског саветника. Управа Друштва предложила је Барача за добијање титуле краљевског саветника што је и постао 16. јуна 1908.

### Oчување матерњег језика
Иако је цели живот радио у мађарском, немачком и италијанском језичком окружењу, Барач није желео да му унук похађа школу у Ријеци на страном језику па га је уписао у сушачку пучку школу. Дечак је два пута дневно пешачио да би могао да слуша наставу на хрватском језику.

### Жута киша
У марту 1901. у Ријеци је пала киша у којој је било жуте материје. Барач је ту материју анализирао у својој лабораторији и утврдио да се ради о силицијум оксиду у облику праха који је ветар донео из Африке, и који је прекрио велики део Европе. Резултат анализе послао је у Москву те је 1902. постао члан Руског царског природњачког друштва.